# Winkler megye
Winkler megye az Amerikai Egyesült Államokban, azon belül Texas államban található. Megyeszékhelye és legnagyobb városa Kermit. Lakosainak száma 7791 fő (2020. április 1.). Winkler megye Andrews, Loving, Ward, Lea és Ector megyékkel határos.

## Népesség
A megye népességének változása:
| Lakosok száma | 7083 | 7138 | 7345 | 7606 | 8005 | 7791 |
|               | 2010 | 2011 | 2012 | 2013 | 2015 | 2020 |